# Toomas Krõm
Toomas Krõm (Tallinn, 22 settembre 1971) è un ex calciatore estone, di ruolo attaccante..

## Carriera

### Club
Ha giocato nel massimo campionato estone e in quello finlandese.

### Nazionale
Ha esordito con la nazionale estone il 7 maggio 1994, partendo titolare in un'amichevole giocata contro gli Stati Uniti, terminata con una sconfitta (4-0). Complessivamente, ha disputato 11 partite, senza mai segnare, con la nazionale.

## Palmarès

### Club
- Campionato estone: 2

Levadia Maardu: 1999, 2000
- Coppa d'Estonia: 1

Levadia Maardu: 1999-2000

### Individuale
- Capocannoniere del Campionato estone: 2

1999 (19 reti), 2000 (24 reti)